# Гиљермo Kабрерa Инфанте
Гиљермo Kабрерa Инфанте (шп. Guillermo Cabrera Infante; Хибара, 22. април 1929 — Лондон, 21. фебруар 2005)
је кубански књижевник, лингвиста, новинар, преводилац, есејиста, критичар, сценариста и филмски режисер.

## Биографија
Гиљермo Kабрерa Инфанте рођен је 22. априла 1929. године у Хибари, на Куби. Рођен је у породици комунистичких активиста. Још у раној младости показао је изузетан дар за писање и књижевност. Још као деветнаестогодишњак написао је пародију романа Господин председник, нобеловца Мигела Анхела Астуријаса. На његово велико изнанађење, тај текст је објавио угледни часопис Боемија. То је и усмерило његов будући живот ка књижевности.
У Хавани је две године студирао медицину, али без успеха. Године 1950. прелази на студије новинарства. За време Батистине диктатуре једна његова прича је проглашена за неморалну и тада му је забрањено да објављује под својим именом. Тако је настао његов псеудоним Гиљермо Кан (јез-шпа|Guillermo Cain). На тај начин се потписивао од 1954. до 1960. године као новинар у часопису Картелес.
После победе револуције, Инфанте је заузимао важан положај у културном животу Кубе. Године 1962. добио је положај аташеа за културу у кубанској амбасади у Бриселу, где је боравио три године са својом другом женом, кубанском глумицом Мирјам Гомес. Његове две кћери из првог брака су тада живеле на Куби са мајком. Године 1965. се вратио због смрти мајке, али га је контраобавештајна служба ухапсила као идеолошки сумњивог. Пуштен је после четири месеца и са женом и ћеркама напустио је заувек Кубу. Једно време је живео у Мадриду и Барселони, али се после тога сели у Лондон где је остао до смрти 2015. године.
Седамдесетих година 20. века окушао се у послу филмског сценаристе.